# WildTangent
WildTangent est une entreprise spécialisée dans le développement et la distribution de jeux vidéo. Fondée en 1998, elle siège actuellement à Redmond, dans l'État de Washington, aux États-Unis.
WildTangent offre l'accès à des jeux de type casual en l'échange d'argent ou de WildCoins, une monnaie virtuelle lancée en 2006. Rappelant le principe des quarters utilisés dans les bornes d'arcade, cette monnaie est une alternative à l'argent réel, permettant par exemple aux joueurs d'accéder à un jeu en regardant une ou plusieurs publicités avant de pouvoir jouer.
Les produits de l'entreprises ont été souvent critiqués pour leur possible intrusivité dans la vie privée (car la collecte du nom, de l'adresse, du numéro de téléphone et de l'adresse e-mail étaient décrits comme possibles dans les CGU) et leur potentiel effet néfaste sur les performances des machines où ils sont installés.
En 2019 l'entreprise est acquise par Gamigo (de).